# Serrana Fernández
Serrana Andrea Fernández la Blanca (13 de novembre de 1973) és una nedadora d'esquena olímpica uruguaiana. Va competir als Jocs Olímpics d'estiu de 2000 i de 2004, on va ser la capdavantera de l'Uruguai durant la cerimònia d'inauguració.
Des de 2007 viu a Alacant.
També va competir als Jocs Panamericans de 1991 i 2003.
El juliol de 2009 encara mantenia el rècord uruguaià en natació d'esquena:
- 50 esquena: 29.81
- 100 esquena: 1:04.99
- 200 esquena: 2:24.41.